# Pont du château (Viipuri)
Le Pont du château (finnois : Linnansilta, russe : Крепостной мост), est un pont construit à Viipuri en Russie.

## Description
Le pont traverse le détroit Linnasalmi et relie le centre ville historique à Linnasaari. 
Le premier pont en bois est construit au XVIIe siècle et le pont en béton actuel est achevé en 1980.

## Galerie

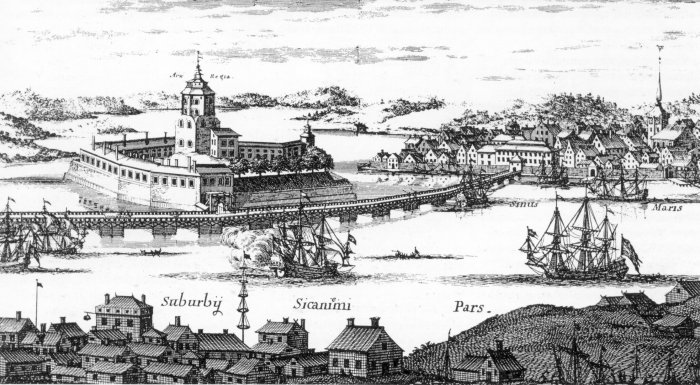
Linnansilta et le château de a Viipuri au XVIIIe siècle.
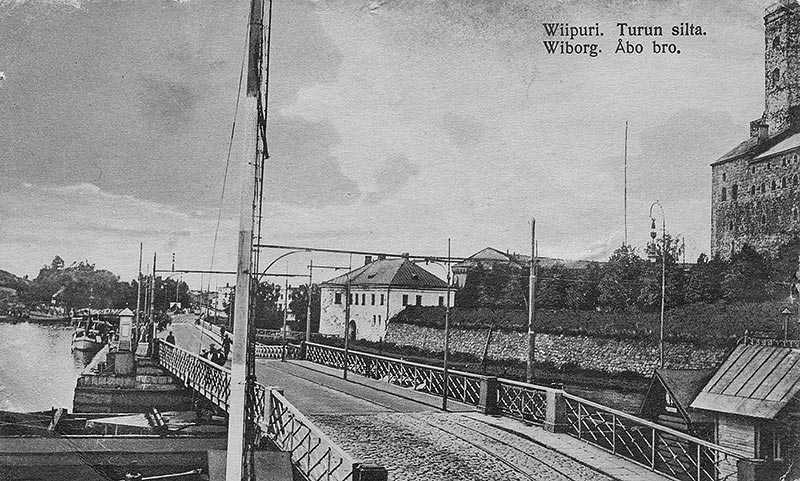
Linnansilta dans les années 1910.
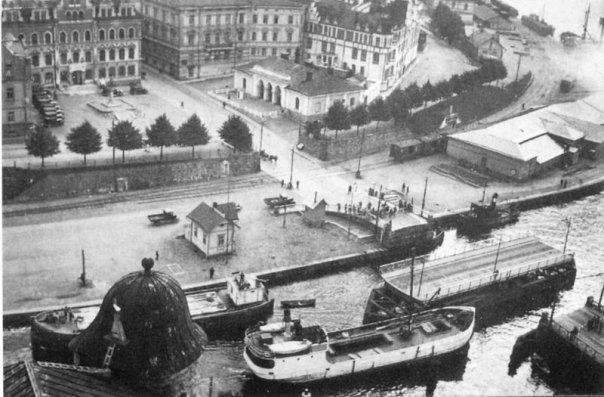
Linnansilta dans les années 1930.
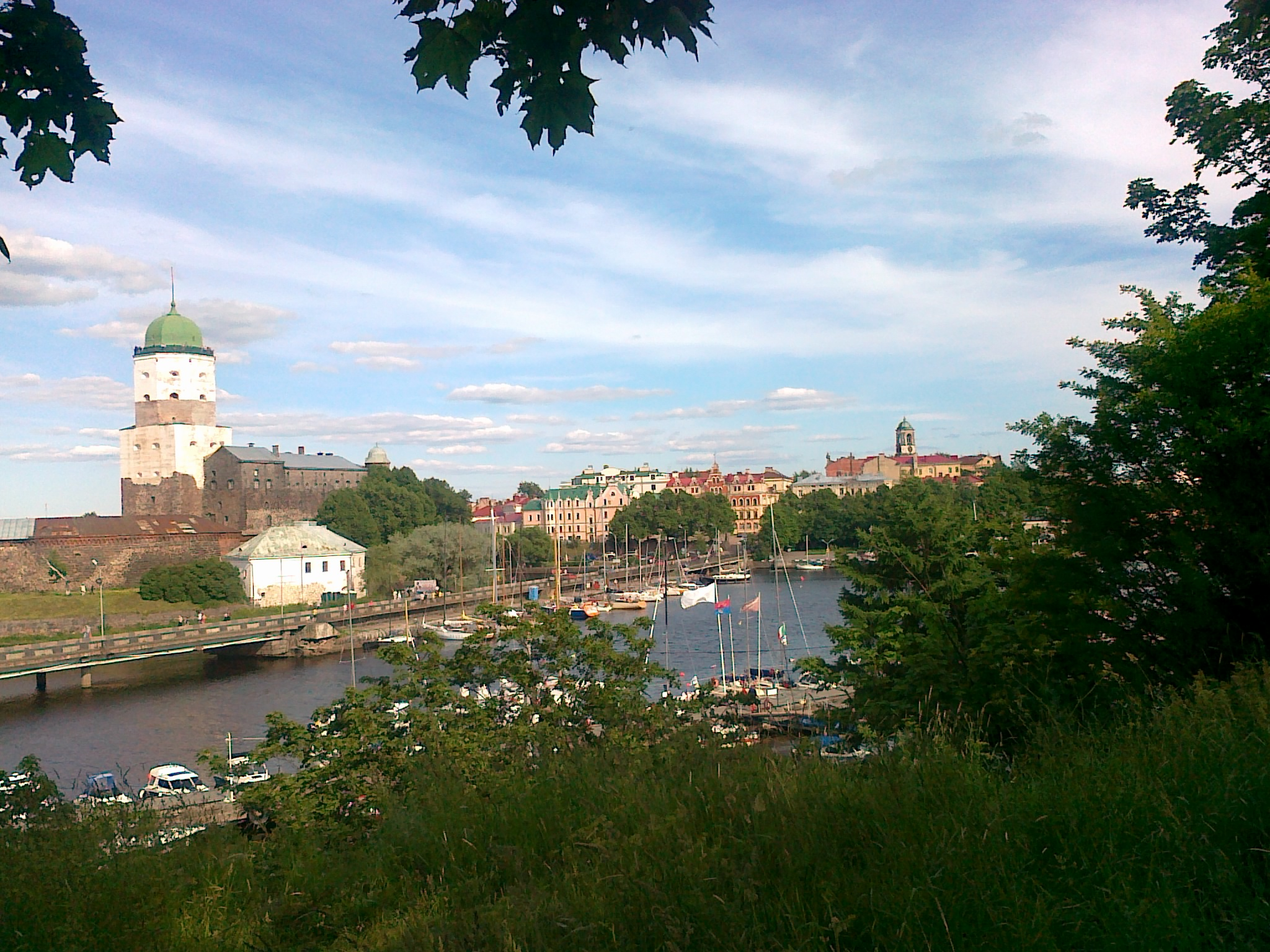
Linnansilta vu du Parc de Pierre le Grand.
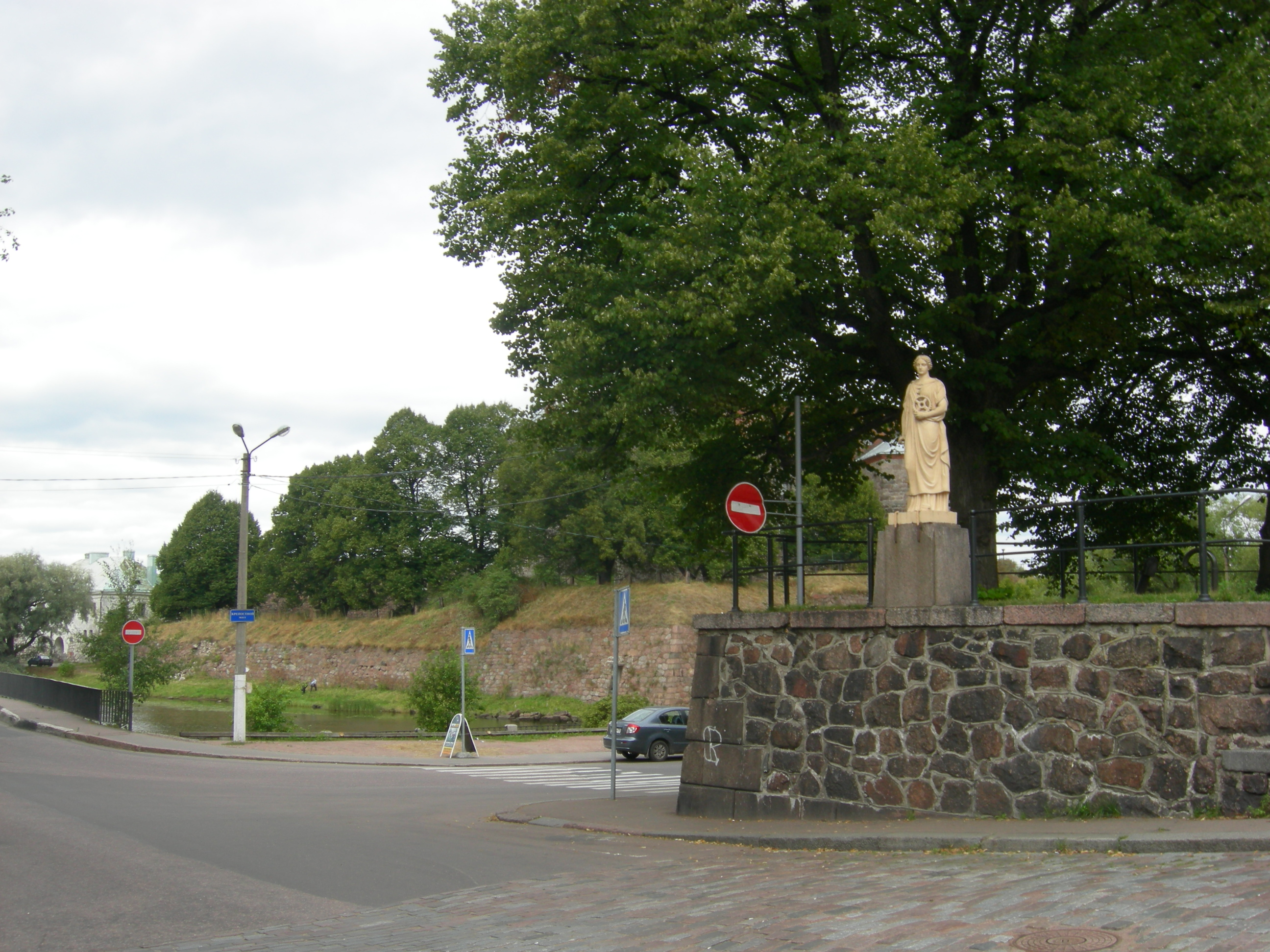
Le chemin du centre qu pont passe entre les murailles.
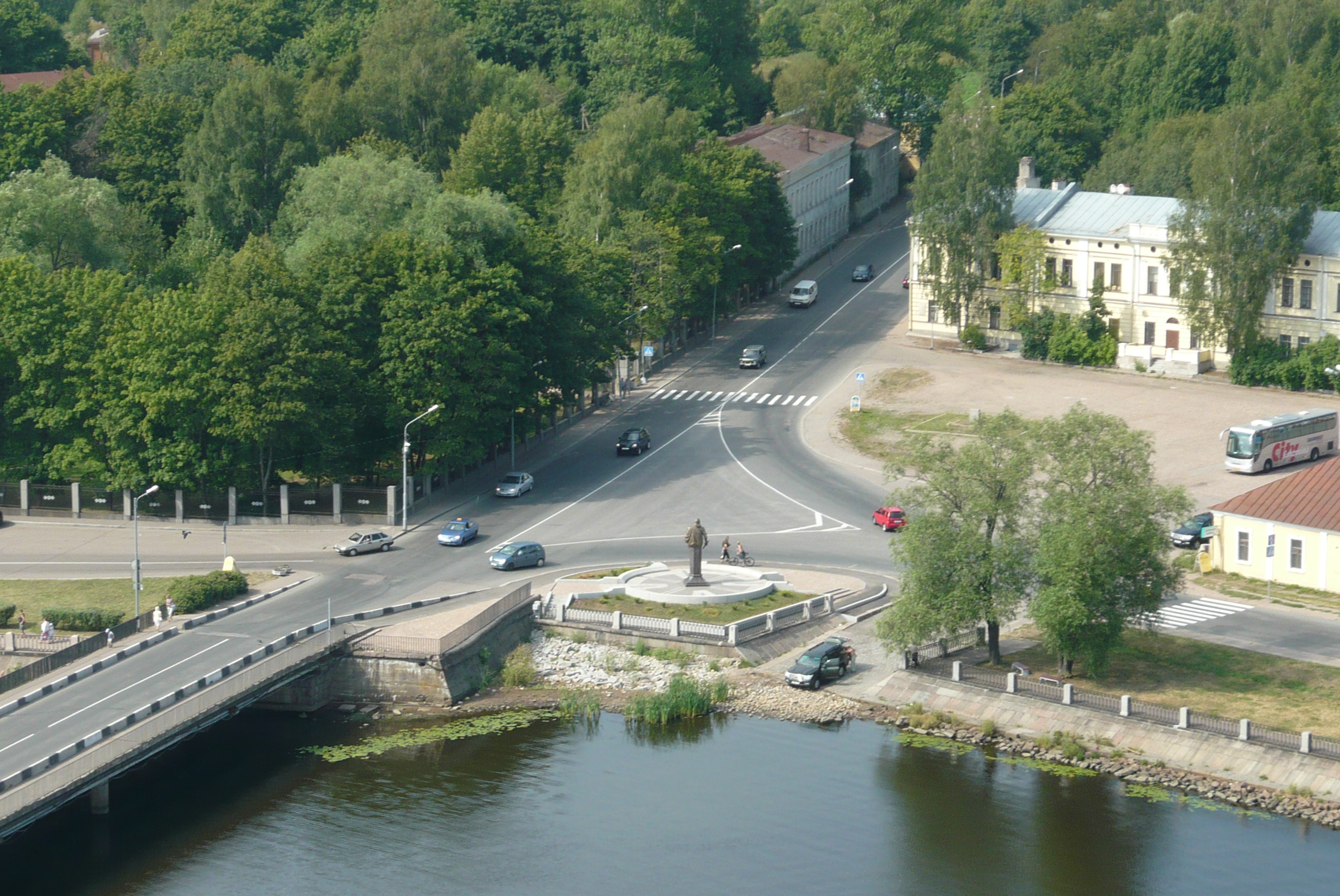
La partie nord du pont et Place de Pierre le Grand.